# Тихе розслідування
«Тихе розслідування» (рос. «Тихое следствие») — радянський детективний художній фільм 1986 року, знятий на кіностудії «Ленфільм».

## Сюжет
За повістю С. Родіонова «Кембрійська глина». Слідчому Рябініну доручають вести справу про розкрадання бензину. Його попередник Гуров, заарештувавши оператора бензобази Топтунова і не надавши керівництву докази, був відсторонений від справи. Рябінін звільняє оператора і тим самим робить велику помилку: Топтунова вбивають, а бензин продовжує текти через приховану відвідну трубу. Проте злочинці не помітили свідка, який, правда, не поспішає давати свідчення…

## У ролях
- Олексій Булдаков — Сергій Рябінін
- Володимир Кузнецов — Вадим Петельников (озвучив Юрій Демич)
- Михайло Данилов — Кривощапов, завідувач паливною базою
- Ігор Добряков — Саша, свідок вбивства Топтунова
- Микола Лавров — Гуров, слідчий
- Федір Одиноков — сторож нафтобази
- Валерій Прийомихов — Олексій Дмитрович Юханов, інженер паливної бази
- Валентин Смирнитський — інженер проектного інституту (озвучив Сергій Паршин)
- Світлана Смирнова — «Королева бензоколонки», дружина Юханова
- Олександр Суснін — Топтунов, старший оператор
- Юрій Ароян — епізод
- Вадим Бецький — епізод
- Г. Данилов — епізод
- Світлана Кірєєва — Ніна
- Сергій Кисельов — епізод
- О. Колосовська — епізод
- Альберт Пєчніков — автомобіліст
- Сергій Пихтін — епізод
- Андрій Толубєєв — прокурор
- Любов Учаєва — секретар
- В. Хаблов — епізод
- Тамара Шемпель — Клава
- Юрій Чорнобровкін — епізод
- Ірина Шимбаревич — епізод
- Олег Лєтніков — Віктор Іванович, прокурор

## Знімальна група
- Режисер — Олександр Пашовкін
- Сценаристи — Олександр Міндадзе, Станіслав Родіонов
- Оператори — Володимир Д'яконов, Олександр Чечулін
- Композитор — Марк Мінков
- Художники — Єлизавета Урліна, Володимир Южаков